# Webster Paulson
Webster Paulson (ur. 11 grudnia 1837, zm. 16 sierpnia 1887) – angielski inżynier, który jest znany ze swej pracy na Malcie pod koniec XIX wieku.

## Życiorys
Urodzony w hrabstwie Lincolnshire, uczęszczał do szkoły w Grantham, zanim opanował zawód budowniczego w firmie Thomasa Cubitta w Londynie. W roku 1861 został wysłany na Maltę w celu nadzorowania budowy Royal Opera House w Valletcie, zaprojektowanej przez Edwarda Middletona Barry'ego. W 1865 otrzymał zlecenie zbudowania kościoła Świętej Trójcy w Sliemie, którego projektantem był G. M. Hills.
Paulson zdecydował się na pozostanie na Malcie, został wtedy zatrudniony jako Temporary Clerk of Works (tymczasowy kierownik robót), z roczną płacą 60 funtów. W trakcie swojej kariery pełnił szereg funkcji w sektorze robót publicznych. W roku 1873, kiedy budynek Opery spłonął, Paulson stracił cały swój dobytek, ponieważ mieszkał tam od czasu otrzymania stanowiska tymczasowego opiekuna budynku opery. Po pożarze, Paulson, razem z Emanuele Luigim Galizią, przeprojektował wnętrze teatru. W roku 1876 został współpracownikiem British Institute of Civil Engineers, otrzymując później pełne prawa członkowskie. Po tym, w roku 1880, został przeniesiony do wydziału robót publicznych, gdzie był zaangażowany w wiele projektów na Malcie.

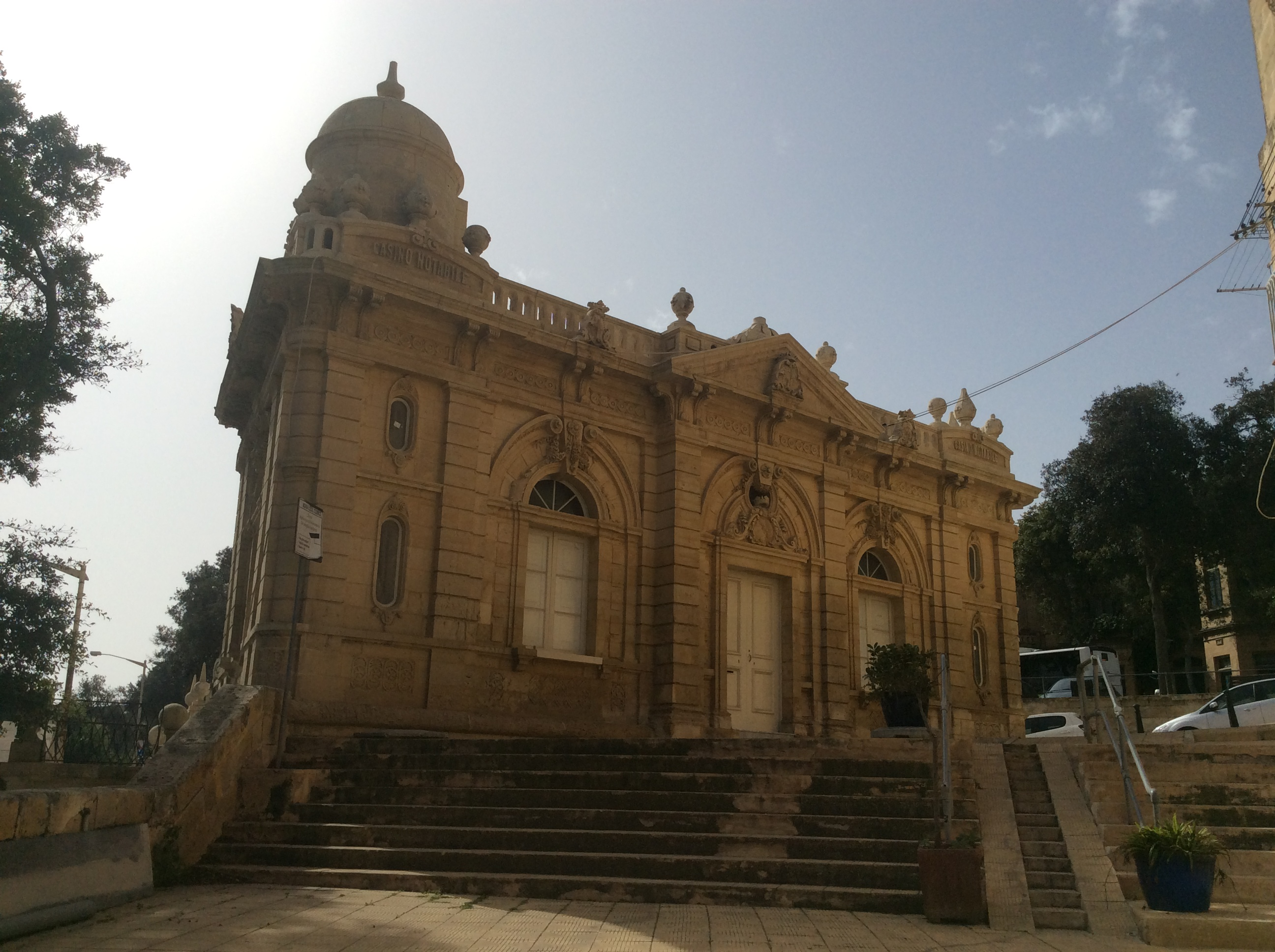
Casino Notabile (1887–88), arcydzieło Paulsona, jednocześnie jego ostatnia praca

Poza pracami publicznymi Paulson również praktykował z klientami prywatnymi. Jego prace obejmują kaplicę Camenzuli na Addolorata Cemetery (1875), zburzoną dziś Verandah Police Station w Sliemie (1879), cmentarz żydowski w Marsa (1879) oraz jego majstersztyk, eklektyczne Casino Notabile w Mdinie (1887–88). Nadzorował też budowę Vincenzo Bugeja Conservatory w Santa Venera (1880) oraz kościoła Metodystów we Florianie (1881). Zaangażowany był również w budowę szpitala św. Wincentego á Paulo w Luqa, ukończonego w roku 1892.
Paulson był masonem, w roku 1885 został mistrzem United Brethren Lodge No. 1923. Był żonaty z Fanny.
Niestety, w sierpniu 1887 roku, podczas wybuchu epidemii cholery, Paulson zaraził się nią. Zmarł 16 sierpnia, po pełnej bólu chorobie, trwającej sześć dni. Miejsce jego pochówku nie jest znane, było to prawdopodobnie na cmentarzu w Birgu, na cmentarzu Lazzaretto lub cmentarzu cholerycznym we Florianie. Pochówki na tych cmentarzach zostały ekshumowane po dużych zniszczeniach w trakcie ciężkiego bombardowania lotniczego podczas II wojny światowej.